# Кальме, Огюстен
Огюсте́н Кальме́ (фр. Augustin Calmet), при рождении Антуа́н Кальме́ (фр. Antoine Calmet) и известный под религиозным именем Дом Кальме (фр. Dom Calmet; 26 февраля 1672 — 25 октября 1757) — французский учёный аббат-бенедиктинец родом из Лотарингии. Приор аббатства Ле-Сен-Кристоф (1715), аббат аббатства Сент-Леопольд в Нанси (1718) и аббатства Сенон (1729). Один из выдающихся членов конгрегации Сен-Ванн и Сен-Хидульф. Автор ряда богословских работ на тему толкования Библии, нескольких исторических работ и трактатов на тему оккультизма (в том числе автор известного «Трактата о явлениях духов»).

## Биография
Огюстен Кальме родился 26 февраля 1672 года в местечке Мений-ля-Орнь недалеко от города Коммерси в герцогстве Бар (фактическая часть герцогства Лотарингия) в семье кузнеца Антуана Кальме. В возрасте 15 лет был принят в приорат бенедиктинцев, затем поступил в университет Понт-а-Муссона, где изучал риторику под руководством иезуита отца Игнаса де Л'Обрюсселя (фр. Ignace de L’Aubrussel), исповедника королевы Испании. По окончании учёбы вступил в орден бенедиктинцев, в конгрегацию Сен-Ванн и Сен-Хидульф. Его новициат начался в аббстве Сен-Мансюй: там он 23 октября 1689 года принял монашеские обеты. Позже он отправился изучать философию в аббатстве Сент-Эвре и богословие в Мюнстерском аббатстве. 1 марта 1696 года посвящён в духовный сан в Арлесхайме около Базеля, 24 апреля того же года отслужил первую мессу в Мюнстерском аббатстве.
В 1704 году Кальме занимался расшифровкой надписей в аббатстве Муаенмутье и Мюнстерском аббатстве, а в 1714—1715 годах был приором в аббатстве Ле-Сен-Кристоф. В 1718 году стал настоятелем аббатства Святого Леопольда в Нанси. В дальнейшем он служил во многих монастырях, где занимался составлением исторических сборников. В 1728 году переведён в аббатство Святого Петра в Сеноне, столице княжества Зальм, где провёл остаток своих дней, ведя переписку со многими учёными. Умер 25 октября 1757 года, там же и похоронен.

## Научно-исследовательская деятельность

### Комментарии к Священному Писанию
Своё обучение Кальме начал проходить в бенедиктинском приорате Брёй (фр. Breuil) в Коммерси, а в 1688 году вступил в ряды этого ордена в аббатстве Сен-Мансюй в Туле. 23 октября 1689 года он прошёл посвящение, а после своего рукоположения 17 марта 1696 года получил право преподавать философию и теологию в аббатстве Муанмутье. С помощью своих братьев он приступил к сбору материала для составления комментариев к Библии, завершив эту работу в Мюнстере, куда его направили в 1704 году в качестве помощника приора и профессора экзегетики.
В 1707 году в Париже был опубликован первый том его работы под названием «Буквальный комментарий всех книг Ветхого и Нового Заветов» (фр. Commentaire littéral sur tous les livres de l'Ancien et du Nouveau Testaments). Всего было выпущено 23 томов формата ин-кварто; последний из них вышел в 1716 году. Далее в 1714—1720 годах было выпущено второе издание этой работы в 26 томах в том же формате ин-кварто, а в 1724—1726 годах — третье, расширенное издание в 9 томах формата ин-фолио. В 1730—1738 годах работа была переведена с французского на латынь Джованни Доменико Манси и издана в городе Лукка, объём составил 9 томов формата ин-фолио. В 1756 году было выпущено новое издание в Аугсбурге в формате восьми томов ин-фолио, а в 1789 году — в Вюрцбурге в 19 томах формата ин-кварто. Также в 1730 году были выпущены шесть томов перевода на латынь, выполненного Ф. Вечелл: книги формата ин-фолио вышли в Венеции и Франкфурте. Работу Кальме высоко оценили многие специалисты (в том числе и среди протестантов), но также звучала и критика: наиболее жёстким критиком был Ришар Симон из ордена ораторианцев святого Филиппа Нери. Некоторые сложные фрагменты Кальме обходил стороной или упоминал их вскользь; иногда он давал несколько разных комментариев к тексту, не указывая напрямую читателю, какое из этих толкований считается предпочтительным.
В этой работе был представлен новый метод экзегетики. Автор отошёл от традиции давать аллегорические (мифические) и тропологические (моральные) толкования, помимо буквальных. Наиболее ценной частью комментариев было вступление к нескольким книгам и 114 учёных трудов по конкретным темам. Все они плюс ещё 19 новых трудов были опубликованы Кальме в отдельном трёхтомнике «Труды, которые могут служить пролегоменами к Священному Писанию» (фр. Dissertations qui peuvent servir de prolégomènes à l'Écriture Sainte), вышедшем в Париже в 1720 году. Два издания этой работы были напечатаны в Амстердаме в 1722 году под заголовком «Священные и мирские сокровища древностей» (фр. Trésors d'antiquités sacrées et profanes). Она переводилась на английский (Оксфорд, 1726), латынь (Манси, Лукка, 1729), нидерландский (Роттердам, 1728), немецкий (1738, 1744, 1747) и итальянский.

### Оккультизм
В 1746 году вышло первое издание большого труда Кальме «Трактат о явлениях ангелов, демонов и духов, а также о привидениях и вампирах в Венгрии, Богемии, Моравии и Силезии» (фр. Dissertations sur les apparitions des anges, des démons et des esprits, et sur les revenants et vampires de Hongrie, de Bohême, de Moravie et de Silésie). Он представлял собой изучение и анализ всех сообщений о явлениях ангелов, демонов и духов в вышеозначенных географических областях, а также включал рассуждения на разные темы оккультизма — магию, чародейство, колдовство — и описание сущности таких явлений, как вампиры и ожившие мертвецы. В рамках этого труда анализировались описанные явления и утверждения, приводимые в Священном Писании, встречающиеся в мифах и легендах, а также в исторических хрониках Венгрии, Богемии, Моравии и Силезии.
Работа Кальме удостоилась высоких отзывов: на его имя приходило множество писем с рассуждениями и предложениями на эту тему. В 1751 году вышло второе, расширенное издание его работы в виде двухтомника под названием «Трактат о явлениях духов и о вампирах или оживших мертвецах в Венгрии, Моравии и т.д.» (фр. Traité sur les apparitions des esprits et sur les vampires ou les revenans de Hongrie, de Moravie, &c.). В эту работу были включены его собственные исследования, а также несколько писем, пришедших после выхода первого издания.

### Иные работы
В 1718 году в Париже вышла «История Ветхого и Нового Заветов и евреев» (фр. Histoire de l'Ancien et du Nouveau Testament et des Juifs) авторства Кальме, переиздававшаяся несколько раз и переведённая на английский (Лондон, 1740), немецкий (Аугсбург, 1759) и латынь (1788). В 1720 году в Париже был издан двухтомный «Исторический, критический, хронологический, географический и буквальный словарь Библии» (фр. Dictionnaire historique, critique, chronologique, géographique et littéral de la Bible), к которому было издано приложение в 1728 году. Расширенное четырёхтомное издание было выпущено в 1730 году и перепечатано несколько раз, в том числе в «Богословской энциклопедии» Жака Поля Миня (тома I-IV). Работа также была переведена на латынь и ряд европейских языков: на английский её перевели Д"Ойли и Джон Колсон в 1732 году, в 1795 году было выпущено переиздание с замечаниями Тейлора.
В последующие годы Кальме опубликовал ещё несколько исследований по Библии, прилагавшиеся к «Библии де Ванса» (фр. Bible de Vence) 1742 года. Помимо этого, его авторству принадлежат:
- «Всеобщая история, священная и мирская от сотворения мира и до наших дней» (фр. Histoire universelle sacrée et profane depuis le commencement du monde jusqu'à nos jours, Страсбург, 1735, четырёхтомник), в которой он следует идеям «Рассуждения о всеобщей истории» Жака-Бениня Боссюэ;
- «Церковная и гражданская история Лотарингии» (фр. Histoire ecclésiastique et civile de la Lorraine, Нанси, 1728);
- «Лотарингская библиотека» (фр. Bibliothèque lorraine, Нанси, 1751), с автобиографией Кальме (pp. 209—217);
- «Литературный, исторический и моральный комментарий к уставу Святого Бенедикта» (фр. Commentaire littéral historique et moral sur la règle de Saint Benoît, Париж, 1734).

Кальме готовил также книгу об истории герцогства Лотарингии. На момент его смерти осталась незаконченной рукопись истории Сенонского аббатства.

## Отзывы
Историк и востоковед Я. И. Израильсон отмечал: «Не являясь оригинальным мыслителем, но обладая обширной эрудицией, занимался преимущественно экзегетическими, историческими и богословско-археологическими исследованиями».
Вольтер, друживший с аббатом Кальме, был неприятно поражён его «Трактатом о явлениях ангелов, демонов и духов», а именно разделом о вампирах, даже несмотря на стремления Кальме в этом трактате развенчать мифы о вампирах. В своём Философском словаре Вольтер задавался вопросом:

Как! В нашем восемнадцатом столетии существуют вампиры? После царствования Локка, Шефстбери, Тренчарда, Коллинза; в царствование д’Аламбера, Дидро, Сен-Ламбера и Дюкло мы верим в вампиров, и почтенный отец Дом Огюстен Кальме, бенедиктинский священник конгрегации Сен-Ван и Сен-Хидульф, настоятель Сеньона — аббатства с сотней тысяч ливров годового дохода, печатает и перепечатывает историю вампиров с одобрения Сорбонны за подписью Марсильи?
Оригинальный текст (фр.)Quoi ! C'est dans notre XVIIIe siècle qu'il y a eu des vampires ! C'est après le règne des Locke, des Shaftesbury, des Trenchard, des Collins ; c'est sous le règne des d'Alembert, des Diderot, des Saint-Lambert, des Duclos qu'on a cru aux vampires, et que le RPD Augustin Calmet, prêtre, bénédictin de la congrégation de Saint-Vannes et de Saint-Hydulphe, abbé de Senones, abbaye de cent mille livres de rente, voisine de deux autres abbayes du même revenu, a imprimé et réimprimé l'Histoire des Vampires, avec l'approbation de la Sorbonne, signée Marcilli !

## Опубликованные работы

### На французском
- La Bible en latin et en français, и Commentaire littéral et critique, Париж, 1707—1716, 23 т. in-4[b]
- Commentaires sur l’Ancien et le Nouveau Testament, на латыни и позже по-французски (26 томов, 1707—1717)
- Dictionnaire historique et critique de la Bible, Париж, 1722[6]—1728, 2 т.
- Dissertation sur les grands chemins de Lorraine, Нанси, (1727)
- Histoire sainte de l’Ancien et du Nouveau Testament et des juifs (1718)[6]
- Histoire ecclésiastique et civile de la Lorraine, Нанси, (1728), 4 т.
- Abrégé de l’histoire de la Lorraine, Нанси, (1734)
- Histoire universelle sacrée et profane, Страсбург, (1735[6]—1747)
- Histoire généalogique de la maison du Châtelet, Нанси, (1741)
- Traité sur les apparitions des esprits et sur les vampires ou les revenans de Hongrie, de Moravie, etc.[фр.] (1746)
- Traité historique des eaux et bains de Plombières, de Luxeuil et de Bains, Нанси, (1748)
- Bibliothèque lorraine, ou histoire des hommes illustres qui ont fleuri en Lorraine, Нанси, (1751)
- Notice de la Lorraine, Нанси, 1756
- Histoire de l’abbaye de Munster, Кольмар, (издано посмертно, 1882)
- Histoire de l’abbaye de Senones, Saint-Dié, (посмертно, 1877—1881)

### На русском
- Августин Калмет. О явлениях духов. Сочинение аббата Бенедиктинскаго ордена / Переводъ съ второго немецкаго изданія, дополненный и исправленный переводчикомъ. — М.: Типографія Бахметева, 1886.
  - Огюстен Кальме. Трактат о Явлениях Ангелов, Демонов и Духов, а также о Привидениях и Вампирах в Венгрии, Моравии, Богемии и Силезии. С приложением оригинальных документов первых вампирических расследований / Сост. и послесл. С. Шаргородского. — Б.м.: Salamandra P.V.V., 2013. — 338 с. — (Gemma magica: Материалы и исследования по истории магии и оккультизма: Новая серия, вып. I.).

### На английском
- Augustin Calmet. Treatise on the Apparitions of Spirits and on Vampires or Revenants: of Hungary, Moravia, et al. The Complete Volumes I & II (англ.) / Translated by Henry Christmas & Brett R. Warren. — 2015 [1751]. — ISBN 1-5331-4568-7.

## Увековечивание памяти
- В Коммерси и Сеноне именем аббата названы площади.
- В Нанси в конце XIX века именем Кальме была названа улица (Dom-Calmet), а в 1934 году его имя было присвоено улице в Меце в квартале Саблон.
- Надгробный памятник аббату Кальме установлен в Сенонском аббатстве святого Петра; на памятнике перечислены его работы.
- В произведении Алексея Толстого «Семья вурдалака» упоминается «труд о привидениях аббата Огюстена Кальме́».
- В песне группы «Сектор Газа» «Укус вампира» присутствует речитатив[8]:

Человек, которого укусил вампир, сам после смерти становится вампиром. Аббат Кальме. Трактат о явлениях духов. Тысяча шестьсот девяносто восьмой год.

Несмотря на неверную дату и грубый перевод реального названия сочинения Кальме, в Рунете появился особый интерес к полному тексту произведения некого «аббата Кальме» под названием «Трактат о явлениях духов».

## Комментарии

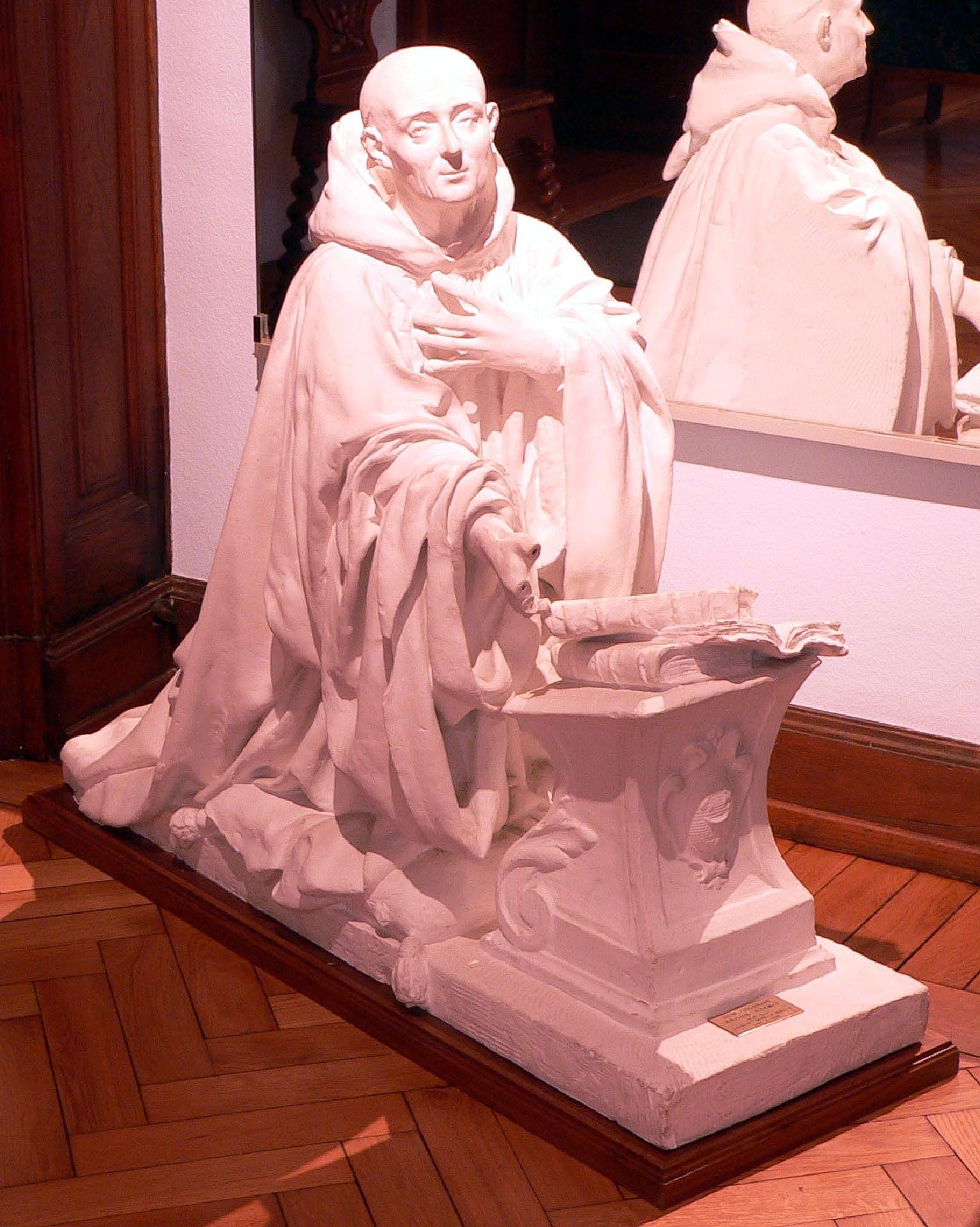
Памятник Огюстену Кальме в мэрии Мюнстера

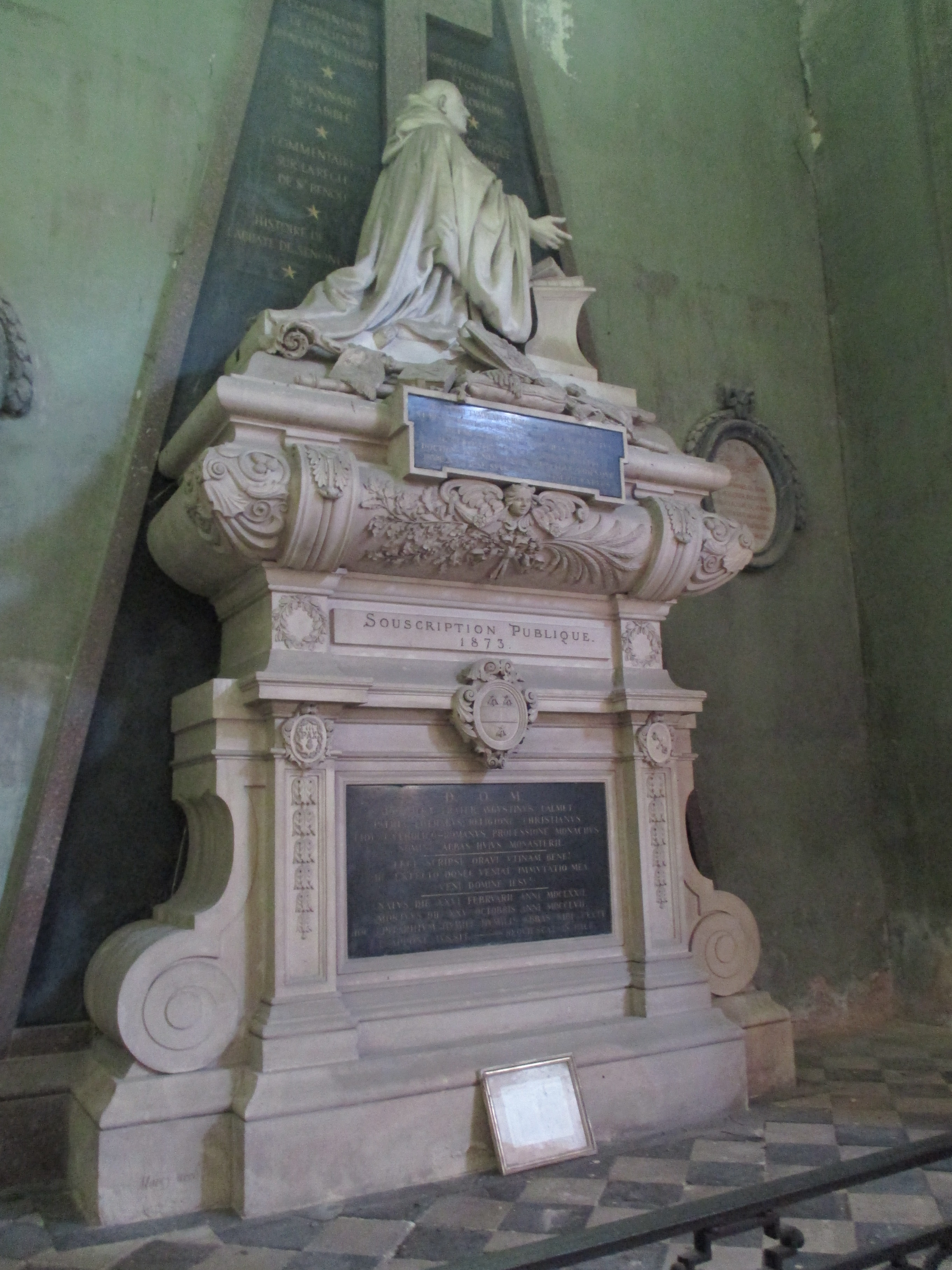
Могила Огюстена Кальме в Сенонском аббатстве

1. ↑  В первых переводах трудов на русский язык имя передавалось как Августин Кальмет
2. ↑  Весьма ценны приложенные к этому изданию хронологические, исторические и археологические исследования, вышедшие также отдельно: «Dissertations qui peuvent servir de prolégomènes à l’Ecriture sainte» (1720), затем вторично изданные под названием «Trésor d’antiquités sacrées et profanes» (1722)[6]